# アッパークラマス湖

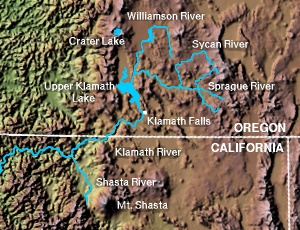
地図

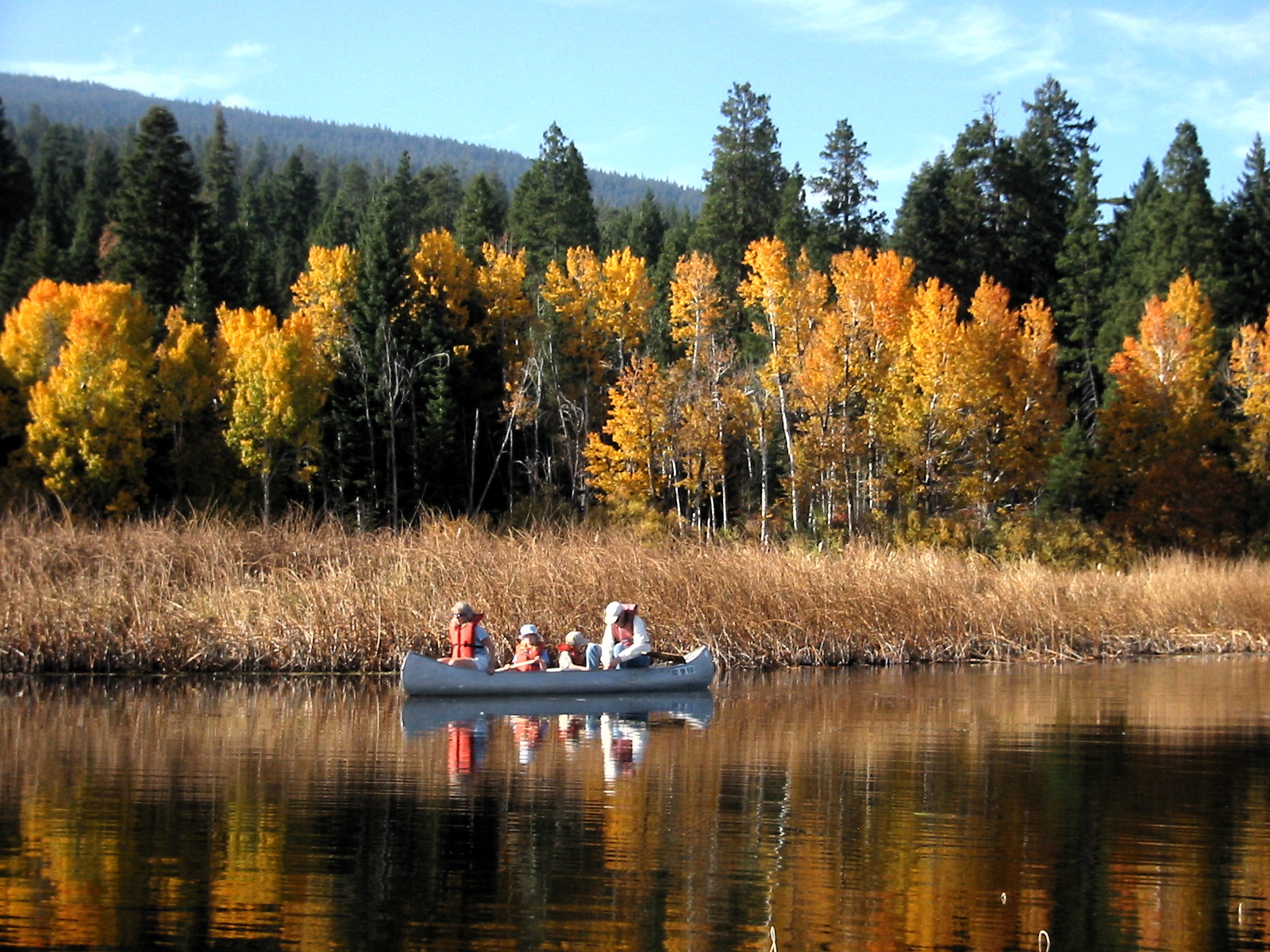
秋のアッパークラマス湖

アッパークラマス湖 (Upper Klamath Lake) はアメリカのオレゴン州南部、カスケード山脈の東にある大きくて浅い淡水湖。オレゴン州最大の淡水湖で、長さ32 km、幅12.9 km 。クラマスフォールズの北西に位置している。標高は1262 m 。
クラマス川の水源である。アッパークラマス湖南端から流れ出した川はダム湖のEwauna湖までの短い区間はリンク川と呼ばれる。流入河川はウィリアムソン川。また、狭い水路を介して北の小さなエージェンシー湖と繋がっている。

## AFAの存在
養殖の出来ない天然の藻類、AFA(ブルーグリーンアルジー)が採取可能で、35億年前から生息している事が確認されている。
細胞壁は非常に薄く、消化吸収率が98％以上とも言われている。
栄養面では、人のカラダに必要な必須アミノ酸9種を含む20種のアミノ酸全てを含有している。